# فابيا (اسم)
فابيا (بالإيطالية: Fabia)‏ هو اسم إنثوي إيطالي مشتق من اسم فابيوس و فابيان أو فابيو وقد كان يشر إلى عائلة فابيا إحدى أشهر العائلات في روما القديمة.

## الشخصيات
- فابيا دريك ممثلة بريطانية.
- فابيا إيدوكيا إمبراطورة بيزنطية وزوجة الإمبراطور هرقل.